# یواس‌ای نتورک
یو‌اس‌ای نتورک (به انگلیسی: USA Network) یک شبکه تلویزیونی کابلی آمریکایی متعلق به ان‌بی‌سی یونیورسال و زیرمجموعه شرکت کامکست است. این شبکه در ۸ سپتامبر ۱۹۷۱ به عنوان شبکه ورزشی مدیسون اسکوئر گاردن شروع به کار کرد.
این شبکه در ۹ آوریل ۱۹۸۰ با نام کنونی خود راه‌اندازی شد. این شبکه به‌عنوان یکی از محبوب‌ترین شبکه‌های ورزشی آمریکا، همکاری طولانی‌مدتی با دبلیودبلیوئی برای پخش برنامه‌های کشتی حرفه‌ای نظیر راو و اسمک‌داون دارد. از سریال‌های معروف این شبکه می‌توان به یقه سفید و مهره سوخته اشاره کرد. از نوامبر ۲۰۲۳، این شبکه تقریبا برای ۷۰ میلیون خانوار در ایالات متحده قابل دسترسی است که البته این میزان نسبت به سال ۲۰۱۱ که حدود ۱۰۰ میلیون خانوار برنامه‌های این شبکه را تماشا می‌کردند، کمتر است.

اولین لوگوی یو اس ای نتورک که از سال ۱۹۷۹ تا ۱۹۹۶ استفاده می‌شد.